# Paul Marius Martin
Pour les articles homonymes, voir Martin.
Paul Marius Martin, né le 6 juin 1940 à Saint-Cloud, aujourd'hui Gdyel, en Algérie, est un latiniste et historien de la Rome antique français. Il a été professeur de langue et littératures latines à l'université Paul-Valéry de Montpellier. Il est spécialiste de l'histoire de la Rome royale et de la République romaine, de l'historiographie des premiers siècles de Rome et de l'idéologie monarchique romaine.

## Biographie
Issu d'une famille d'origine auvergnate installée en Algérie et rentrée en France au moment de l'indépendance, Paul Martin fait des études de lettres classiques et obtient l'agrégation des lettres. Il enseigne le latin et la civilisation romaine à l'université d'Orléans. En 1971, il entreprend une thèse sous la direction de Raymond Bloch ; en mars 1980, il soutient à la Sorbonne cette thèse de doctorat d'État intitulée Les Romains et l'idée de royauté des origines à Auguste. À partir de toutes les sources disponibles, il montre l'ambiguïté de la notion de royauté (regnum) à Rome, entre rejet antimonarchique et fascination. Cette thèse lui permet d'obtenir un poste de professeur à l'université Paul-Valéry de Montpellier, où il fait le reste de sa carrière.
Paul M. Martin est président d'honneur de l'association Vita Latina et co-directeur, avec Jacqueline Dangel, de la « Bibliothèque d'études classiques », éditée par Peeters. Il est officier des Palmes académiques.
À côté de ses recherches historiques et littéraires, Paul Martin a toujours montré un grand intérêt pour les questions de pédagogie du latin.
En 2011, il apparaît dans le docufiction Le Destin de Rome qui retrace l'histoire romaine de la mort de Jules César à celle de Cléopâtre.

## Publications
- L’idée de royauté à Rome (coll. « Miroir des Civilisations antiques », 1-2), tome I, De la Rome royale au consensus républicain, préface de Raymond Bloch, Clermont-Ferrand, Adosa, 1982, 410 p., 18 tableaux, 2 cartes  (ISBN 2-86639-020-2) ; tome II, Haine de la royauté et séductions monarchiques (du IVe siècle av. J.-C. au principat augustéen), Clermont-Ferrand, Adosa, 1994, 510 p., 8 tableaux[3]  (ISBN 2-86639-021-0).
- La Campanie antique, des origines à l’éruption du Vésuve, Clermont-Ferrand, Adosa, 1985, 152 p.  (ISBN 2-86639-080-6)
- 44. Tuer César ! (coll. « La Mémoire des siècles »), Bruxelles, Complexe , 1988, 221 p.  (ISBN 2-87-027248-0) (partiellement en ligne).
- Antoine et Cléopâtre : la fin d'un rêve, Paris, Albin Michel, 1990  (ISBN 2-226-03959-7) ; 2e éd., Bruxelles, Complexe (coll. « Historiques »), 1995, 285 p., 4 cartes, 3 tableaux  (ISBN 2-87-027579-X) (partiellement en ligne).
- La Guerre des Gaules – La Guerre civile (coll. « Les Textes fondateurs »), Paris, Ellipses, 2000, 192 p.  (ISBN 978-2-7298-4922-1)
- Vercingétorix, le politique, le stratège, Paris, Perrin, 2000, 263 p.  (ISBN 2-262-01691-7) ; 2e édition augmentée, Perrin, 2009 ; 3e éd. poche (coll. « Tempus »), Perrin, 2013  (ISBN 978-2-262-04139-7) (partiellement en ligne).
- L’explication de texte latin aux concours (Agrégations - C.A.P.E.S - Chartes - E.N.S. / Lettres classiques, Lettres Modernes, Grammaire, Philosophie, Espagnol, Portugais), Paris, Ellipses, 1995, 212 p.  (ISBN 978-2-7298-4591-9)